# Jef Leempoels
Jef Leempoels ou Joseph Leempoels, né le 15 mai 1867 à Bruxelles et mort le 11 avril 1935 à Ixelles, est un peintre belge réputé pour ses portraits mondains et officiels, de même que pour ses scènes de genre et compositions symbolistes. 
Il s'illustre dans d'autres genres comme les natures mortes et les paysages. Ignorant les développements modernistes, son style est décrit comme académique, réaliste et symboliste. 

## Biographie

### Famille et formation
Né à Bruxelles, rue des Petits Carmes no 29, le 15 mai 1867, Jef (Joseph Louis Marie) Leempoels est le troisième des dix enfants de Louis Jean Leempoels (1834-1904), domestique natif de Rotselaar, et de Marie Van Rompay (1841-1922), native de Booischot, conjoints mariés à Bruxelles en 1865 et domiciliés place du Petit Sablon, no 17. La mère de Jef Leempoels est, en 1865, cuisinière chez le duc Engelbert-Auguste d'Arenberg. En 1910, Jef Leempoels épouse à Drogenbos Georgette Van Huële (1882-1965). Le couple n'a pas d'enfant.
Jef Leempoels commence à peindre à l'âge de 19 ans lorsqu'il entre, en 1886, à l'Académie royale des beaux-arts de Bruxelles. Il devient l'élève des principaux peintres belges Jean-François Portaels et Joseph Stallaert, tous deux peintres d'histoire plutôt académiques connus pour leurs peintures orientalistes et classiques.

### Carrière

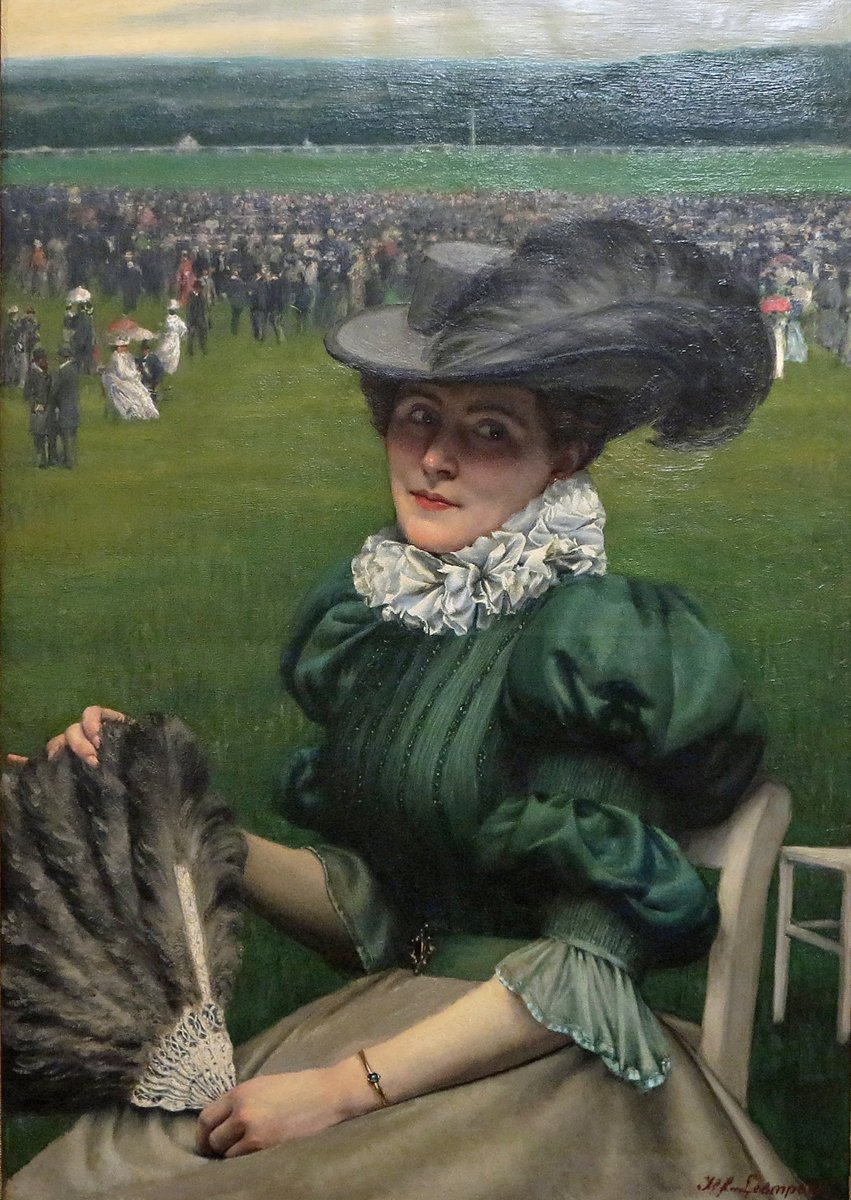
La Dame à l'éventail.

Dès son jeune âge, Jef Leempoels se forge une réputation internationale et remporte plusieurs distinctions. Selon Emmanuel Bénézit, Jef Leempoels occupe une situation considérable parmi les artistes belges.
Jef Leempoels expose aux salons de Bruxelles à partir de 1887 et obtient une médaille de seconde classe au Salon d'Anvers de 1894, de même qu'en 1900 à l'Exposition universelle de Paris. 
Il reçoit une médaille d'or à l'Exposition universelle de Saint-Louis, aux États-Unis, en 1904, pour son tableau Le Destin et l'Humanité (collection privée, château de Reynel, France). Ce tableau, également appelé Les Mains, en raison des nombreuses mains au premier plan et notamment admiré par Puvis de Chavannes, voyage à travers les États-Unis, puis il est exposé à l'Exposition universelle de 1904 en Louisiane. Il attire beaucoup d’attention et d’intenses spéculations sont formulées dans les médias sur la manière dont le tableau doit être interprété. Le tableau est également exposé à Munich, Bruxelles, Vienne et Paris avant de revenir à Bruxelles. En novembre 1929, tandis que le roi Albert se rend à l'atelier de l'artiste qui achève son dernier portrait officiel, le souverain remarque sur un chevalet son Le Destin et l'Humanité en affirmant que Jef Leempoels aurait été, grâce à sa connaissance profonde de l'humanité, un excellent diplomate,.
Jef Leempoels remporte également des médailles à Vienne (1895) et à Buenos Aires (Grand Prix à l'Exposition du Centenaire en 1910).
L'artiste est également honoré par le roi qui a acquis plusieurs de ses œuvres, tandis qu'il effectue son service militaire et qui, en 1898, l'élève au rang de chevalier de l'ordre de Léopold. Pour sa part, le gouvernement français l'élève, en 1910, au rang de chevalier de la Légion d'honneur,.
En 1900, il fait partie du comité administratif de la Société Nationale des Aquarellistes et Pastellistes de Belgique et expose lors de plusieurs salons annuels de l'association. Jef Leempoels fréquente des membres de l'aristocratie et de la haute société en Belgique, en France, aux États-Unis, en Argentine et dans d'autres pays en raison de ses portraits mondains très prisés. La monarchie et le gouvernement belges deviennent aussi mécènes de l'artiste. Leempoels peint des portraits des rois belges Léopold II et Albert Ier. Le Premier ministre belge Frans Schollaert lui demande de dessiner un portrait  du roi Léopold II sur son lit de mort pour les archives du gouvernement belge.
En 1896, Jef Leempoels est membre associé de la Société des Beaux-Arts de Paris, dont il devient sociétaire l'année suivante. Il est également correspondant de l'Académie des beaux-arts de Milan.
Pour servir sa clientèle internationale et peindre sur place ses portraits mondains, Jef Leempoels occupe à plusieurs reprises tout au long de sa carrière des ateliers à Ixelles (Bruxelles), Paris, New York et Buenos Aires. 
Souffrant depuis plusieurs années d'une affection cardiaque, Jef Leempoels meurt à Ixelles, où il réside au no 170, et possède son atelier personnel au no 172 rue Américaine, le 11 avril 1935, à l'âge de 67 ans.

## Œuvre

### Champ pictural
Le champ pictural de Jef Leempoels s'illustre dans de nombreux genres, notamment des portraits, des scènes de genre, des nus, des peintures d'histoire, des paysages, des vedutes et des natures mortes.
Les œuvres de Jef Leempoels sont académiques dans leur exécution. Son style est réaliste et parfois même hyperréaliste. Son souci du détail explique sa production limitée. En 1905, l'artiste affirme ne réaliser que trois à quatre tableaux par an en raison de sa technique précise. Alfred Bastien considère, en 1935, Jef Leempoels comme un maître de l'art incontesté à l'étranger.

### Réalisme social et vision personnelle

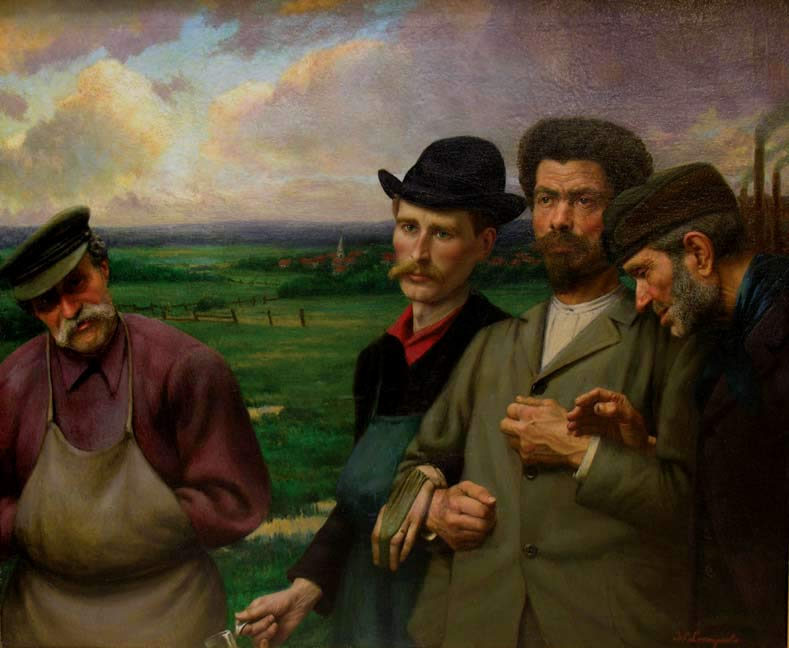
Ouvriers revenant à la maison.

Tout en peignant de nombreux portraits des diverses composantes de la société, il crée des scènes de réalisme social représentant aussi bien des personnes issues des classes supérieures que des classes populaires, qui montrent un aperçu de ses sujets. Leempoels nourrit une vision idéaliste du rôle de l'artiste et estime que la mission de l'artiste est de rendre le monde meilleur ou plus sage. L’art doit donc posséder plus que la beauté, mais aussi exprimer une idée et adopter une signification philosophique. Cette conception explique certaines de ses peintures aux titres tels que Vision, vision cruelle, pourquoi m'as-tu si souvent fait peur pendant les nuits de mon enfance ? Pourquoi ?. 

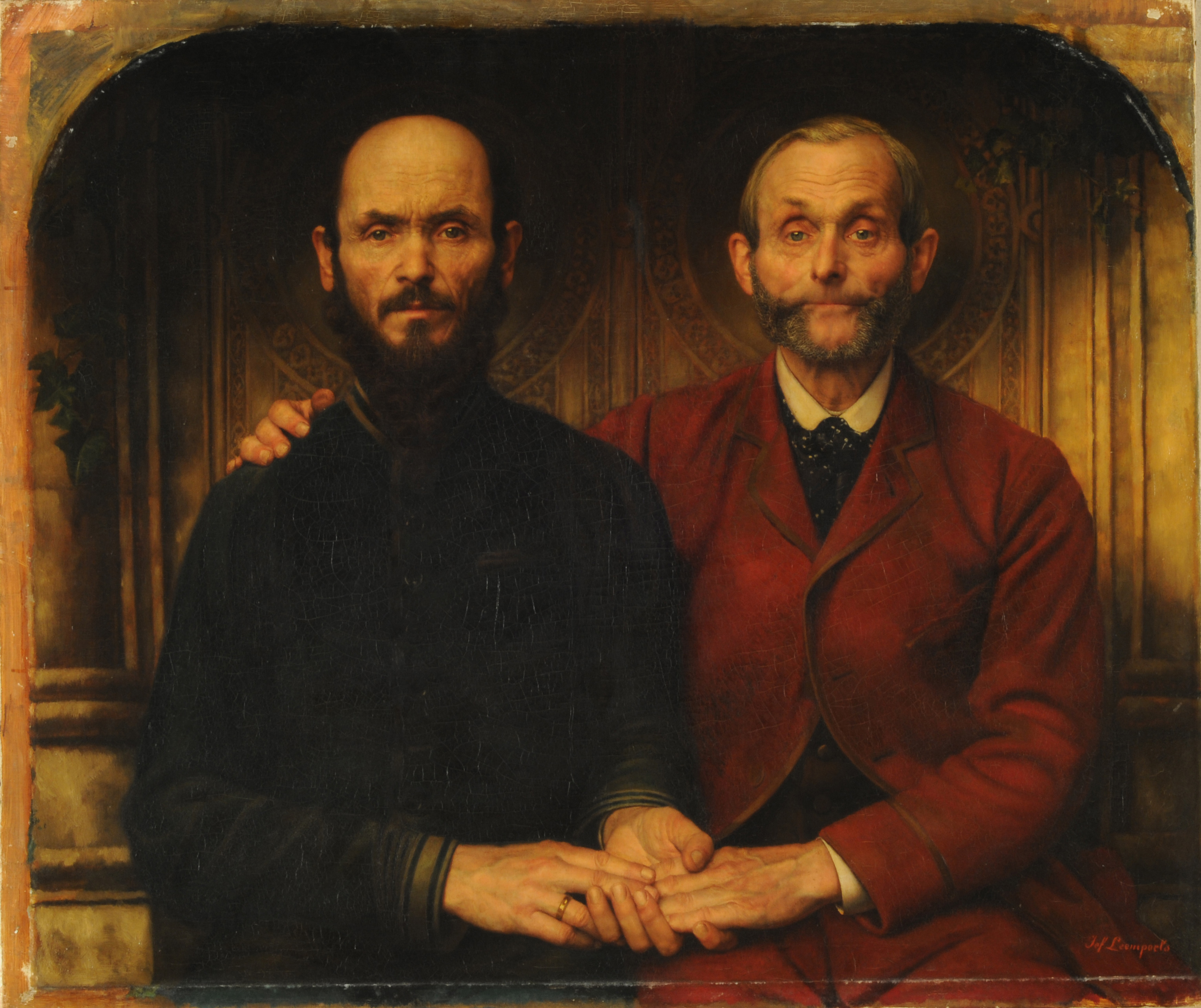
Amitié.

Les peintures possédant une telle intention philosophique incluent le tableau Le Destin et l'Humanité, ainsi que la composition intitulée Amitié réalisée en 1896 et conservée au Musée national des beaux-arts de Buenos Aires). L'iconographie du tableau est dérivée de la toile de José de Ribera représentant un couple marié intitulé La Femme à barbe (1631, conservé à l'hôpital de Tavera à Tolède). Leempoels a non seulement copié les traits du visage, mais aussi les gestes de la femme et de son mari. Leempoels a actualisé les vêtements des deux personnages, inversé la position du couple et dilué la référence à l'inspiration originale en ne montrant pas de sein nu allaitant l'enfant. La citation par Leempoels de la composition originale de Ribera n'a pas été remarquée par la réception contemporaine. L'œuvre est considérée comme constituant deux portraits masculins. Lorsque le tableau est exposé en 1897 au Salon de la Société Nationale des Beaux Arts, il est décrit par un critique d'art comme deux portraits dans une même toile de deux amis masculins du même âge, dont la « physionomie fait preuve d'une intelligence moyenne » et qui joignent leurs mains comme « signe d'une communion indissoluble de sentiments ». Le regard actuel porté sur la scène peinte souligne la difficulté d'interpréter les représentations du lien masculin telles que celle de Amitié.

### Conservation
Les œuvres de Leempoels, dont certaines de ses peintures les plus célèbres comme Le Destin et l'Humanité, sont principalement conservées dans des collections privées. L'emplacement actuel de bon nombre de ses œuvres est inconnu et certaines œuvres ne sont connues que grâce à des reproductions contemporaines en noir et blanc dans des magazines et des catalogues d'exposition. Seules quelques collections de musées conservent des exemples d'œuvres de Leempoels. Cela a peut-être contribué à sa relative obscurité actuelle.

### Collections muséales
Les œuvres suivantes sont conservées dans des musées, mais ne sont pas toutes exposées au public : 
- Réconfortée (Musée des arts anciens de Namur, puis probablement perdue lors des bombardements de 1914) ;
- Les Éplorés (Belvédère à Vienne) ;
- Amitié (MNBA, Buenos Aires) ;
- L'Ergoteur (MNBA, Santiago du Chili) ;
- Portrait de Mademoiselle Ana-Maria Heber-Garcia (MNAD, Montevideo) ;
- Autoportrait, le peintre et sa femme (Broodhuis, Bruxelles) ;
- Portrait du bourgmestre Adolphe Max (Broodhuis, Bruxelles).

### Expositions
- Salon de Bruxelles de 1887 : La Tricoteuse et Le Bibliophile,  aquarelles[16].
- Salon d'Anvers de 1888 : Portrait[17].
- Salon de Gand de 1889 : L'Inspiration et Le Bibliophile (aquarelles)[18].
- Salon d'Anvers de 1891 : Pourquoi ?[19].
- Salon de Gand de 1892 : Enigme: ange ou démon, Les Éplorés : Croyez, vous serez consolés et Subtilités d'arguments[20].
- Salon de Bruxelles de 1893 : Le Supplice de Tantale et Diptyque : chacun veut en sagesse ériger sa folie[21].
- Salon de Paris de 1893 : Les Amateurs et Une Vocation en suspens, mention honorable[1].
- Salon d'Anvers de 1894 : Le Destin et l'Humanité, médaille de 2e classe, le 18 juillet 1894[1].
- Exposition internationale des beaux-arts de Vienne de 1895 : médaille d'or[8].
- Salon de Gand de 1895 : Portrait. Ma mère[22].
- Exposition de Bordeaux (1895) : section belge.
- Salon des beaux-arts de Charleroi 1895 : Séance de lutte après les cours.
- Salon de Bruxelles de 1897 : L'Initiation[23].
- Salon d'Anvers de 1898 : Ouvriers se rendant au travail et En Réflexion[24].
- Salon de Bruxelles de 1900 : Portrait de Mme X*, Portrait de mon père, Jeune fille et Portrait de S.M. Léopold II (esquisse)[25].
- Exposition universelle de 1900 à Paris : médaille d'argent[1].
- Salon de Bruxelles de 1903 : Modèle au repos, Souvenir et le Jour du cuivre (aquarelle)[26].
- Exposition universelle de 1904 à Saint-Louis : médaille d'or[1].
- Salon de Bruxelles de 1907 : Sœurs de douleur et Portrait de Melle X[27].
- Exposition du Centenaire en 1910 Buenos Aires : Grand Prix[1].
- Salon de Bruxelles de 1914 : Au Jardin et Le Commissionnaire[28].
- Salon de Gand de 1922.
- Salon de Gand de 1925.

## Distinctions
- Chevalier de l'ordre de Léopold (12 février 1898)[6].
- Officier de l'ordre de Léopold (26 juillet 1930)[8].
- Commandeur de l'ordre de Léopold (10 avril 1935)[29].
- Officier de l'ordre de la Couronne[1].
- Chevalier de la Légion d'honneur (septembre 1910)[8].
- Officier de la Légion d'honneur[8].